# Microserica truncata
Microserica truncata är en skalbaggsart som beskrevs av Brenske 1898. Microserica truncata ingår i släktet Microserica och familjen Melolonthidae. Inga underarter finns listade i Catalogue of Life.